# Waltrin

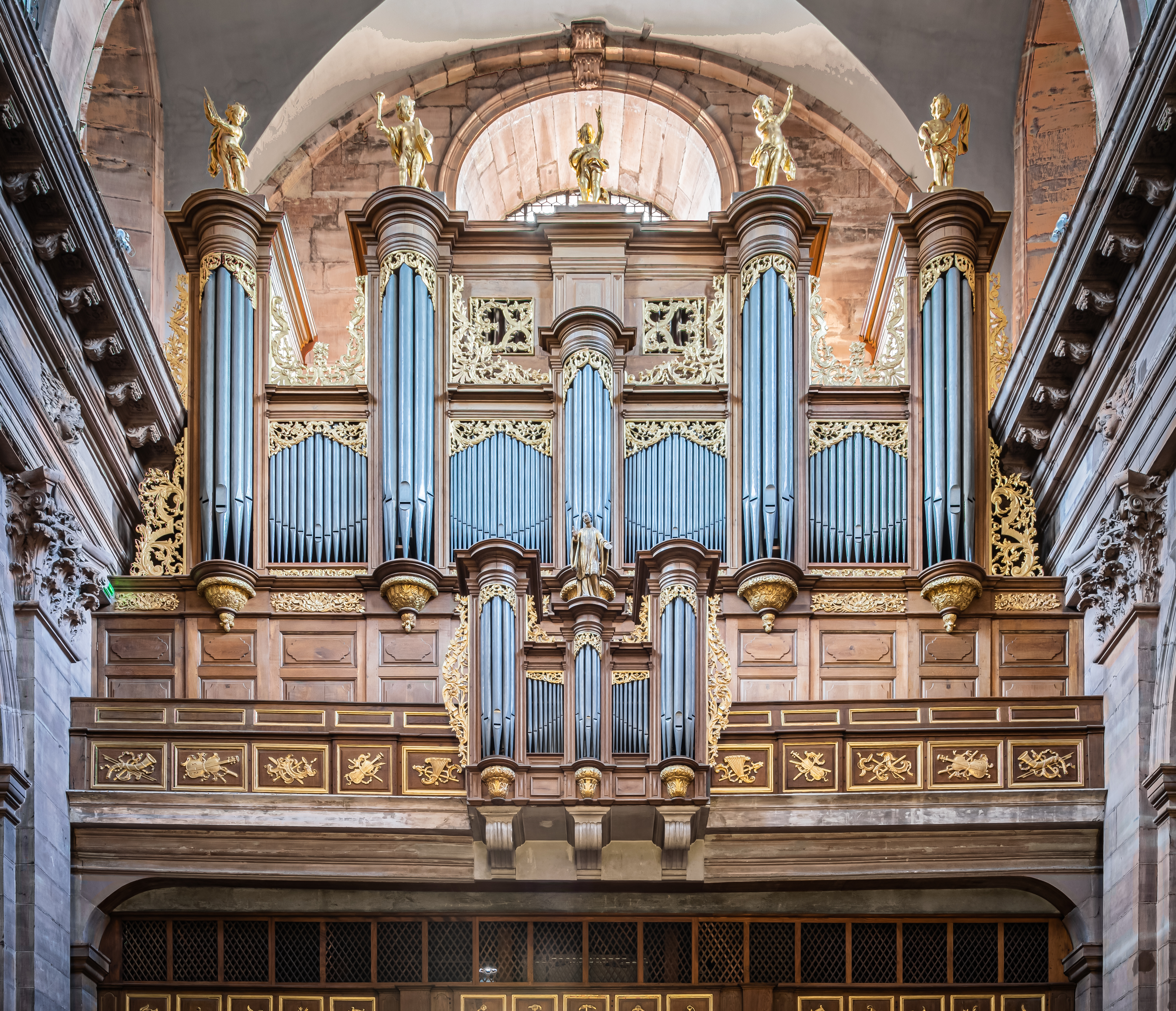
Erhaltenes Gehäuse von Johann Baptist Waltrin in der Belforter Kathedrale St. Christopherus.

Waltrin (auch Valtrin oder Vualtrin) ist der Name einer französischen Orgelbauerfamilie, die im 18. Jahrhundert über drei Generationen hauptsächlich im Elsass und den umliegenden Regionen wirkte.

## Geschichte
Das erste Mitglied der Orgelbauerfamilie war Charles Waltrin aus Mirecourt. Er ist vor allem als Organist, aber auch als Orgelbauer im lothringischen Remiremont belegt.

### Joseph Waltrin
Claude Joseph (* 21. Oktober 1679 in Mirecourt; † 5. Mai 1747 in Straßburg) wurde von seinem Vater Charles in Ornans zum Orgelbauer ausgebildet. Er ließ sich um 1700 zunächst im schweizerischen Porrentruy nieder und heiratete dort 1704 Marie Christine Rondé. Mit dieser hatte er zehn Kinder, darunter seine beiden Nachfolger Jean Baptiste und Claude Humbert. Waltrin übersiedelte 1707 nach Belfort, wo er eine Orgel schuf.
Anschließend ließ sich die Familie um 1710 endgültig im elsässischen Straßburg nieder. Dort herrschte zu dieser Zeit ein gutes Klima für aufstrebende Orgelbauer, da mit Andreas Silbermann lediglich ein namhafter Konkurrent der hohen Nachfrage in der Region gegenüber stand. Dieser war Waltrin jedoch ungleich handwerklich überlegen. Dennoch baute er zumindest anfänglich derart solide Instrumente, dass er von den Organisten des Straßburger Münsters aus der Familie Rauch bevorzugt wurde.
Ein Jahr nach dem Tod seiner Ehefrau nahm Waltrin 1729 den finanziell ruiniert aus Nordfrankreich zurückgekehrten Johann Georg Rohrer als Gesellen und später als Kompagnon in seinen Betrieb auf. Diese Partnerschaft war jedoch wiederholt von Zwist geprägt, da der wesentlich begabtere Rohrer mit der Qualität von Waltrins Arbeiten nicht einverstanden war. So endete die Geschäftsbeziehung um 1731 nach dem Bau der vielfach bemängelten Orgel für die Stiftskirche Niederhaslach. Waltrin sparte bei dem Bau des Instruments am Material und baute unter anderem die Trompeten aus Blei. Johann Andreas Silbermann kritisierte diese Orgel als „erbärmliche Arbeit“. Waltrin konnte sich in dieser Zeit im Unterelsass, wenn auch unter finanziell sehr schlechten Umständen, behaupten. Ohne Rohrer baute Waltrin nur noch im Jahr 1737 eine sich heute in Gottenhouse befindliche Orgel in Wasselonne und ein Instrument für die Franziskaner in Ehl.
Zehn Jahre nach Marie Christine Rondés Tod heiratete Waltrin 1737 im Alter von 58 Jahren in zweiter Ehe die 24-jährige Rose Dupré. Das einzige gemeinsame Kind, Jean-Joseph Waltrin, starb im Alter von sieben Monaten. Waltrin starb 1747 verarmt in Straßburg.
Neben seinen Söhnen bildete er auch den Orgelbauer Nicolaus Boulay aus.

### 3. Generation

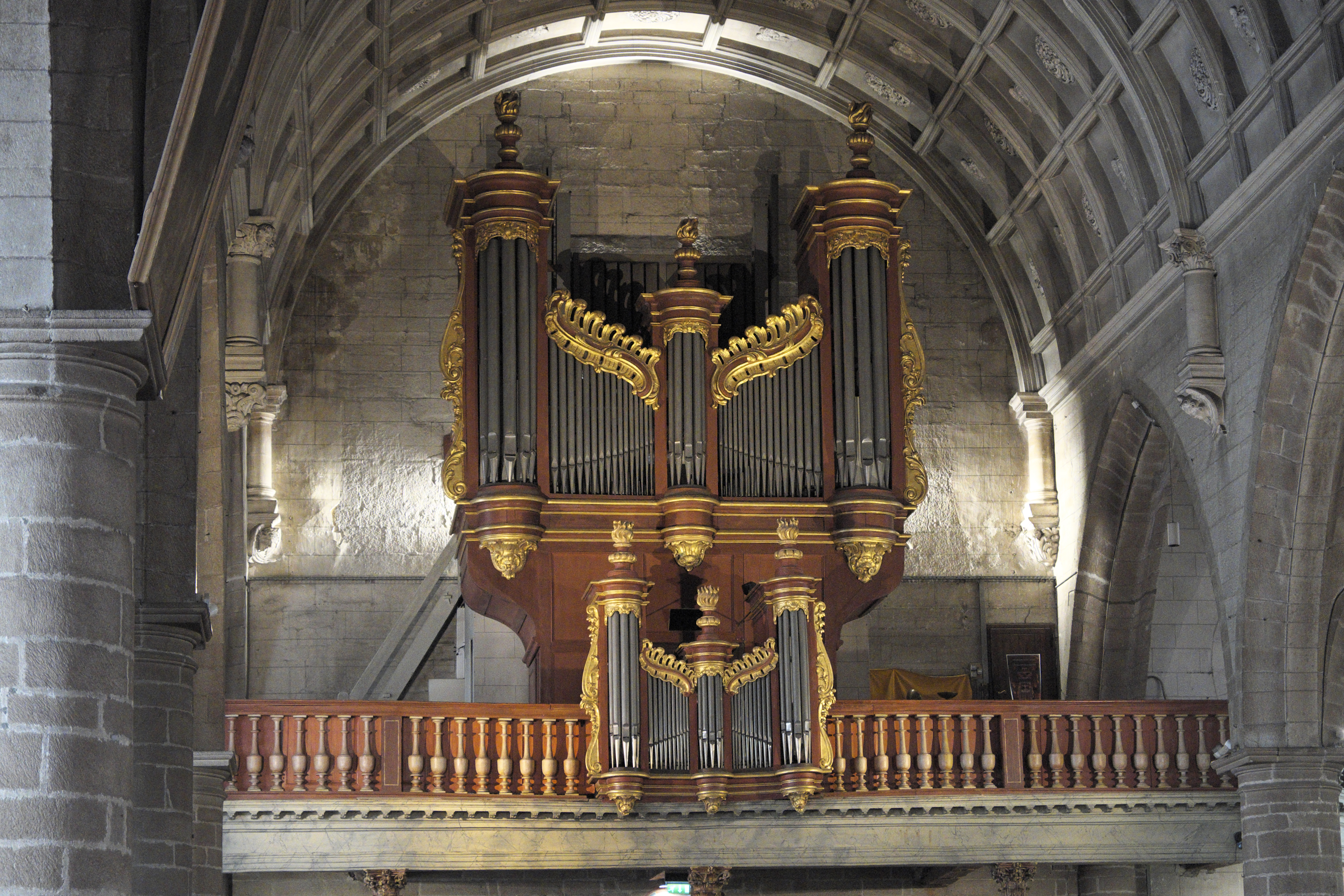
Erhaltenes Gehäuse von Humbert Waltrin in der St.-Gildas-Kirche (Auray).

Die zwei Söhne, Johann Baptist (auch Jean Baptiste) (* 25. Juni 1708 in Belfort; † 27. Juli 1753 in Bourbach-le-Bas) und Claude Humbert (* 1. Dezember 1716 in Straßburg; † nach 1769), unter den zehn Kinder Joseph Waltrins,  wurden ebenfalls Orgelbauer und erlernten das Handwerk von ihrem Vater.
Der jüngere Nachfolger Joseph Waltrins, Humbert Waltrin, war als Orgelbauer im Elsass tätig und wanderte 1750 nach Brest in die Bretagne aus, wo von 1753 bis 1769 Neubauten belegt sind, darunter ein Neubau für die St.-Gildas-Kirche in Auray.
Johann Baptist lernte um 1730 auch bei Jodoc von Esch in Nancy, wo er mehrere Diebstähle in der Werkstatt beging. Anschließend wohnte er ab 1732 in Straßburg und lebte überwiegend von Reparaturen an bestehenden Orgeln. Im Jahr 1736 flog auf, dass er sich in Basel als Silbermann ausgab, was dieser ihm nie verzieh. Silbermann bezeichnete ihn gar als „Prahler“, der nicht einmal stimmen könne und sich fremder Hilfe bedienen müsse. Dieser engagierte sich auch dafür, dass Johann Baptist zeit seines Lebens nur im Sundgau und nur sehr eingeschränkt in der Region Haut-Rhin arbeiten konnte. Dennoch ist zu bemerken, dass sich Johann Andreas Silbermann auch für Entwicklungen Waltrins interessierte. So hat er vermutlich sein 1750 erstmals in Soultz gebautes Carillon von Waltrins Instrument in Ensisheim kopiert. Später arbeitete Johann Baptist um 1740 mit dem Orgelbauer Phillipe Hartmann in St. Ursanne zusammen und wohnte von 1741 bis 1749 in Ensisheim. Nach einem vorübergehenden Aufenthalt in Belfort, wurde Waltrin 1750 schließlich Bürger von St. Ursanne. Dort stellte er die beiden Lehrlinge Louis Dubois und Jacque Besançon ein und bildete sie in seinem Handwerk aus. Seine beiden Schüler begründeten später einen eigenen Haut-Rhinois-Stil, dessen Tradition bis in das 20. Jahrhundert über den Orgelbauer Joseph Bergäntzel und dann die Orgelbauerfamilie Rinkenbach (bzw. Rinckenbach) fortgeführt wurde. Johann Baptist Waltrin starb 1753 auf einer Reise von Masevaux nach Ungersheim in Bourbach-le-Bas.
Seine erste Ehe schloss Johann Baptist vor 1738 mit Catherine Thévenin, die in Sierentz, Landser und Ensisheim von ihm Kinder bekam. Nach dem Tod seiner ersten Ehefrau im Januar 1748, heiratete er am 12. Mai 1748 in Montfaucon (Doubs) Anne Marie Sénat. Die Ehe brachte zwei Kinder hervor, die in Belfort geboren wurden. Nach Waltrins Tod, heiratete seine Witwe im November 1753 in Magstatt Franz Hauwiller, einen Sohn des Malers Joseph Wolfgang Hauwiller. Sie ließen sich mit ihren Kindern in St. Ursanne nieder.

## Werklisten (unvollständig)
Diese Werklisten umfassen die fachlich bekannten Werke der Familie Waltrin. Das Jahr in der ersten Spalte meint das Jahr der Fertigstellung. In der fünften Spalte bezeichnet die römische Zahl die Anzahl der Manuale, ein großes „P“ ein selbstständiges Pedal. Die arabische Zahl gibt die Anzahl der klingenden Register an. Die letzte Spalte bietet Angaben zum Erhaltungszustand und zu Besonderheiten sowie Links mit weiterführender Information. Leere Felder zeigen an, dass die zugehörige Information nicht bekannt ist.

### Werke Joseph Waltrins

#### Neubauten
| Jahr     | Ort           | Gebäude                       | Bild | Manuale | Register | Bemerkungen |
| -------- | ------------- | ----------------------------- | ---- | ------- | -------- | --- |
| 1701     | Porrentruy    |                               |      |         |          | |
| 1703     | St. Ursanne   |                               |      |         |          | |
| 1711     | Straßburg     | Jung-St. Peter katholisch     |      | II/P    | 10       | |
| 1712     | Straßburg     | Münster                       |      | I       | 8        | Chororgel |
| 1717     | Zabern        | Stiftskirche                  |      | II/P    | 20       | Die Orgel ist verändert erhalten und als monument historique denkmalgeschützt. 1723 ergänzte Waltrin ein Positiv. 1784 wurde sie von Sebastian Krämer wegen eines Neubaus in die Protestantischen Kirche von Ribeauvillé versetzt. Das Prospekt musste 1917 kriegsbedingt abgeliefert werden, es wurde später in Zink ersetzt. 1925 erfolgte ein pneumatischer Umbau durch Friedrich Haerpfer. |
| 1720     | Kaysersberg   | Heilig-Kreuz-Kirche           |      | III/P   | 26       | Das Gehäuse und das massiv veränderte Werk sind erhalten. 1770 von Besançon umgebaut, über die Jahre vielfach repariert. |
| 1721     | Straßburg     | Johanniskirche                |      | I       | 8        | |
| 1722     | Altenstadt    |                               |      |         |          | |
| 1723     | Biblisheim    | Benediktinerinnenkloster      |      |         |          | [ 9 ] |
| 1725     | Straßburg     | Jung-St. Peter protestantisch |      | I/P     | 15       | Nicht erhalten; 1771 von Toussaint umgebaut, 1779 von Silbermann ersetzt. |
| 1727     | Landau        | Augustinerkirche              |      |         |          | [ 9 ] |
| 1728     | Lucelle       | Klosterkirche                 |      | III/P   | 35       | gemeinsam mit Rohrer; 1790 Auflösung der Abtei, danach 1793 in die Abteikirche Ottmarsheim überführt, dort bei einem Brand 1991 zerstört. Im Jahr 2000 originalgetreu von Richard Dott rekonstruiert. |
| 1729     | Altkirch      |                               |      |         |          | |
| 1730     | Niederhaslach | Stiftskirche                  |      | II/P    | 17       | gemeinsam mit Rohrer; nicht erhalten |
| 1735     | Wasselonne    |                               |      | I       | 8        | Das Gehäuse ist erhalten und steht seit 1977 unter Denkmalschutz. Die Orgel wurde 1791 nach Romanswiller, dann nach Monswiller und schließlich 1867 nach Gottenhouse verbracht, wo sie sich heute befindet. |
| vor 1736 | Ebersmünster  | Abteikirche St. Mauritius     |      |         | 7–8      | Nur durch Silbermann belegt, das Instrument soll 1736 nach „Kinnsheim“ (oder „Kientzheim“), vermutlich Kintzheim gekommen sein. |
| 1737     | Ehl           | Franziskanerkirche            |      | I       | 6        | |

#### Restaurierungen, Reparaturen, Umbauten
| Jahr | Ort     | Gebäude   | Bemerkungen |
| ---- | ------- | --------- | ----------- |
| 1707 | Belfort | St. Denis | Reparatur   |

### Werke Johann Baptist Waltrins

#### Neubauten
| Jahr | Ort             | Gebäude                      | Bild | Manuale | Register | Bemerkungen |
| ---- | --------------- | ---------------------------- | ---- | ------- | -------- | --- |
| 1734 | Colmar          | Kloster Unterlinden          |      | I/P     | 13       | Vollendung |
| 1739 | Ferrette        |                              |      |         |          | [ 9 ] |
| 1743 | Ensisheim       | Jesuitenkirche               |      |         |          | 1767 von Weinbert Bussy nach Neubreisach versetzt |
| 1745 | Magstatt-le-Bas |                              |      |         |          | |
| 1747 | Eguisheim       |                              |      |         |          | |
| 1748 | Bellelay        |                              |      |         |          | Hauptorgel |
| 1750 | Dannemarie      | St. Léonard                  |      | II/P    | 18       | 1754 durch seinen Schüler Dubois repariert, 1845 von Joseph Callinet nach Feldbach versetzt, 1875 von Franz Anton Berger technisch massiv umgebaut. Abbau durch Alfred Kern 1967 wegen einer Kirchenrenovierung, nicht wiederaufgebaut. |
| 1752 | Belfort         | Kathedrale St. Christopherus |      | III/P   | 30       | Das Gehäuse steht unter Denkmalschutz und ist erhalten, das Werk liegt stark verändert vor. |
| 1753 | Masevaux        |                              |      |         |          | |

#### Restaurierungen, Reparaturen, Umbauten
| Jahr | Ort     | Gebäude | Bemerkungen                                                              |
| ---- | ------- | ------- | ------------------------------------------------------------------------ |
| 1741 | Landser |         | Reparatur der handwerklich stark mangelhaften Orgel von Amtmann Götzmann |